# Matthew Stewardson
Matthew Stewardson (Johannesburg, 11 december 1974 – Jeffreysbaai, 10 december 2010) was een Zuid-Afrikaans acteur en radio- en tv-presentator.
Na een succesvolle start van zijn carrière als kindster werd hij vooral populair als presentator van K-TV op M-Net. Hierna verdween hij voor lange tijd van het scherm maar maakte keerde terug met een kleine rol in Kickboxer 5: The Redemption. Later zou bekend worden dat zijn verslaving aan cocaïne de reden was van zijn lange afwezigheid. M-Net bood hem nadien de kans om zijn carrière een nieuwe start te geven als presentator van de Zuid-Afrikaanse versie van Idols, samen met Candy Litchfield. Na halverwege het seizoen te worden vervangen door Sami Sabiti besloot hij om zichzelf in te schrijven in een ontwenningskliniek. Hierna zou hij enkel nog bekend blijven als presentator van het radiostation 5FM.
Stewardson overleed een dag voor zijn 36e verjaardag op het strand van Jeffreysbaai aan een hartaanval.